# Pleurostachys beyrichii
Pleurostachys beyrichii är en halvgräsart som först beskrevs av Christian Gottfried Daniel Nees von Esenbeck, och fick sitt nu gällande namn av Ernst Gottlieb von Steudel. Pleurostachys beyrichii ingår i släktet Pleurostachys och familjen halvgräs. Inga underarter finns listade i Catalogue of Life.